# Марион Милнър
Марион Блекет-Милнър (на английски: Marion Blackett-Milner) е английска психоаналитичка и авторка. Като автор е позната под псевдонима Джоана Фийлд.

## Биография
Родена е на 1 февруари 1900 година в Лондон, Великобритания, в семейство на интелектуалци. Нейният брат Патрик Блакет става носител на Нобелова награда за физика. Завършва психология в Университетски колеж Лондон през 1926 г.
Става близка сътрудничка на Доналд Уиникът. През 1927 г. се омъжва за Денис Милнър, ражда им се дете.
В този период Милнър все повече се заинтересува от Жан Пиаже и работата на юнгианските аналитични психолози. Интересува се конкретно от това, което в основата си се нарича „бисексуалност“, но сега психологически се нарича андрогиния. Изследва също така и източната философия като Таоизма. През 1940 г. започва да се обучава за психоаналитик и започва да практикува като такъв през 1943 г.
Нейната най-известна работа върху психоанализата The Hands of the Living God („Ръцете на живия бог“), се отнася за нейното собствено дълго лечение на психотичен пациент и инсайтите, които тя получава в собствения си ум. Прави също така значителна употребата на рисуване и драскане в своята терапия и също е ентусиазиран художник. Нейните съображения за предимствата на рисуването са публикувани като On Not Being Able to Paint.
Умира на 29 май 1998 година в Лондон на 98-годишна възраст.